# Dihydrolipoyl-Transsuccinylase
Die Dihydrolipoyl-Transsuccinylase (KDH-E2) (exakt: Dihydrolipoyllysinrest-Succinyltransferase) ist ein Enzym und einer der drei Bestandteile des Ketoglutarat-Dehydrogenase-Enzymkomplexes, der unentbehrlich im Citratzyklus und im Lysinabbau der Eukaryoten und mancher Bakterien ist. KDH-E2 katalysiert die Übertragung des Succinylrests von dem zum Enzym gehörenden Dihydrolipoyllysin-Aminosäurerest auf ein Coenzym-A-Molekül. Sie fungiert damit analog zur Dihydrolipoyl-Transacetylase im Pyruvatdehydrogenase-Komplex (PDH-E2), weist jedoch keine Bindedomänen für die E1- und E3-Einheit auf. KDH-E2 bildet 24-mere mit Oktaeder-Symmetrie.
Eine geringere Produktion der KDH-E2 im Alter oder durch Mutation ist möglicherweise Ursache für neurodegenerative Erkrankungen.